# Конц (Німеччина)
Конц (нім. Konz) — місто в Німеччині, розташоване в землі Рейнланд-Пфальц. Входить до складу району Трір-Саарбург. Центр об'єднання громад Конц.
Площа — 44,54 км2. Населення становить 18 244 ос. (станом на 31 грудня 2020).